# Новоселица (Клюшниковский сельский совет, Миргородский район)
Новосе́лица (укр. Новоселиця) — село,
Клюшниковский сельский совет,
Миргородский район,
Полтавская область,
Украина.
Село указано на трехверстовке Полтавской области. Военно-топографическая карта.1869 года как хутор
Население по данным 1982 года составляло 30 человек.
Село ликвидировано в 1988 году.

## Географическое положение
Село Новоселица находится в 2,5 км от сёл Гасенки, Волки и Вязовое.
Рядом с селом протекает пересыхающий ручей с запрудой.

## История
- 1988 — село ликвидировано[1].